# Austrolimnius sul
Austrolimnius sul is een keversoort uit de familie beekkevers (Elmidae). De wetenschappelijke naam van de soort werd in 1965 gepubliceerd door Howard Everest Hinton.